# An Expensive Shine
An Expensive Shine è un cortometraggio muto del 1912. Il nome del regista non viene riportato nei credit del film.

## Produzione
Il film fu prodotto dalla Vitagraph Company of America.

## Distribuzione
Distribuito dalla General Film Company, il film - un cortometraggio di 196,9 metri - uscì nelle sale cinematografiche statunitensi il 23 ottobre 1912, mentre nel Regno Unito fu distribuito il 30 gennaio 1913.
Nelle proiezioni, veniva programmato con il sistema dello split reel, accorpato in un'unica bobina con un altro cortometraggio prodotto dalla Vitagraph, il documentario Scenes of Irish Life at Dublin.